# 日本翻白草
日本翻白草（学名：Potentilla nipponica）为蔷薇科翻白草属下的一个种。